# Pan a paní Adelmanovi
Pan a paní Adelmanovi (v originále Monsieur et Madame Adelman) je francouzský hraný film z roku 2017, který režíroval Nicolas Bedos podle vlastního scénáře. Snímek měl premiéru ve Francii dne 8. března 2017.

## Děj
Sarah Adelmanová právě pochovala svého manžela, Victora Adelmana, úspěšného spisovatele, držitele Goncourtovy ceny a člena Francouzské akademie. Po obřadu přijímá doma novináře, který s ní přišel udělat rozhovor a napsat Victorovu biografii. Sarah si postupně vzpomíná na pětačtyřicet let společného života.

## Obsazení
| Doria Tillier        | Sarah Adelman          |
| Nicolas Bedos        | Victor Adelman         |
| Denis Podalydès      | psycholog              |
| Antoine Gouy         | novinář                |
| Christiane Millet    | paní de Richemont      |
| Pierre Arditi        | Claude de Richemont    |
| Fleur Geffrier       | Marion                 |
| Zabou Breitman       | ředitelka školy        |
| Julien Boisselier    | Antoine de Richemont   |
| Lola Bessis          | Mélanie                |
| Jean-Pierre Lorit    | Marc Danchelier        |
| Nicolas Briançon     | pediatr                |
| Ronald Guttman       | otec Sarah             |
| Julie Delarme        | Chloé jako dospělá     |
| Lucie Fagedet        | Chloé v mládí          |
| Jack Lang            | sám sebe               |
| Athéna Zelcovich     | kamarádka na diskotéce |
| Laetitia de Fombelle | novinářka              |

## Ocenění
- Filmový festival v Cabourgu: Cena Swann d'Or za nejlepší ženský herecký výkon (Doria Tillier)
- City of Lights, City of Angels: cena publika
- César: nominace v kategoriích nejlepší herečka (Doria Tillier) a nejlepší filmový debut (Nicolas Bedos)
- Křišťálový glóbus: nominace v kategoriích nejlepší herečka (Doria Tillier) a nejlepší film